# کوسه چین‌دار
کوسه چین‌دار یا کوسه لبه‌دار (نام علمی: Chlamydoselachus anguineus)، نام یکی از دو کوسه موجود از خانوادهٔ کوسه‌های لبه‌دار است. توزیع و پراکندگی این نوع کوسه بسیار وسیع است و به صورت تکه تکه در اقیانوس‌های آرام و اطلس یافت می‌شود. این گونهٔ نادر معمولاً در قسمت‌های بالایی فلات‌های قاره‌ها یافت می‌شوند. هرچند این کوسه در عمق ۱۵۷۰ متری سوروگا بی در ژاپن نیز در دام افتاده ولی غالباً در عمق ۵۰ تا ۲۰۰ متری زندگی می‌کند. این ماهی را معمولاً فسیل زنده می‌نامند. طول بدن این ماهی به ۲ متر می‌سد و شکل آن مارماهی شکل است. رنگ پوستش قهوه‌ای تیره می‌باشد و برای تنفس دارای ۶ آب گذر (برخلاف کوسه‌های دیگر که ۵ آب گذر دارند) است. این جانور تخم گذار است و در هربار بین ۲ تا ۱۵ کوسه جوان متولد می‌شوند. دوران بارداری ممکن است تا ۳٫۵ سال طول بکشد که طولانی‌ترین مدت در بین مهره‌داران به‌شمار می‌آید. تغذیه این حیوان از ماهی‌های دریا و کوسه‌های دیگر است. اتحادیه بین‌المللی حفاظت از محیط زیست (IUCN) این گونه را در سیاههٔ گونه‌های در مرز تهدید خود قرار داده است و با توجه به نرخ باروری کم در این گونه، گاهی جمعیت آن در بعضی از مناطق به صفر می‌رسد.

## نگارخانه

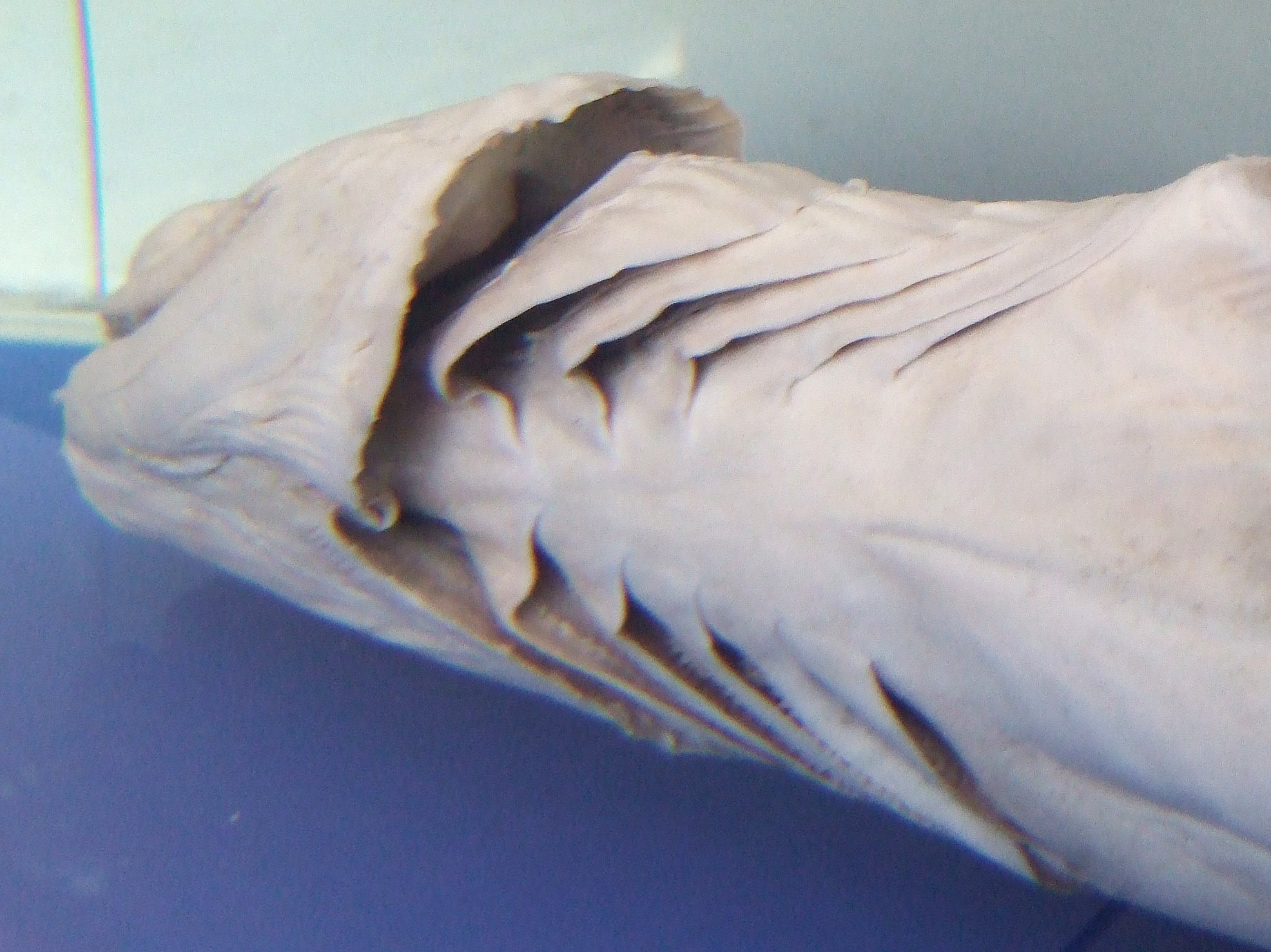
سر کوسه چین دار که دارای ۶ آب گذر می‌باشد
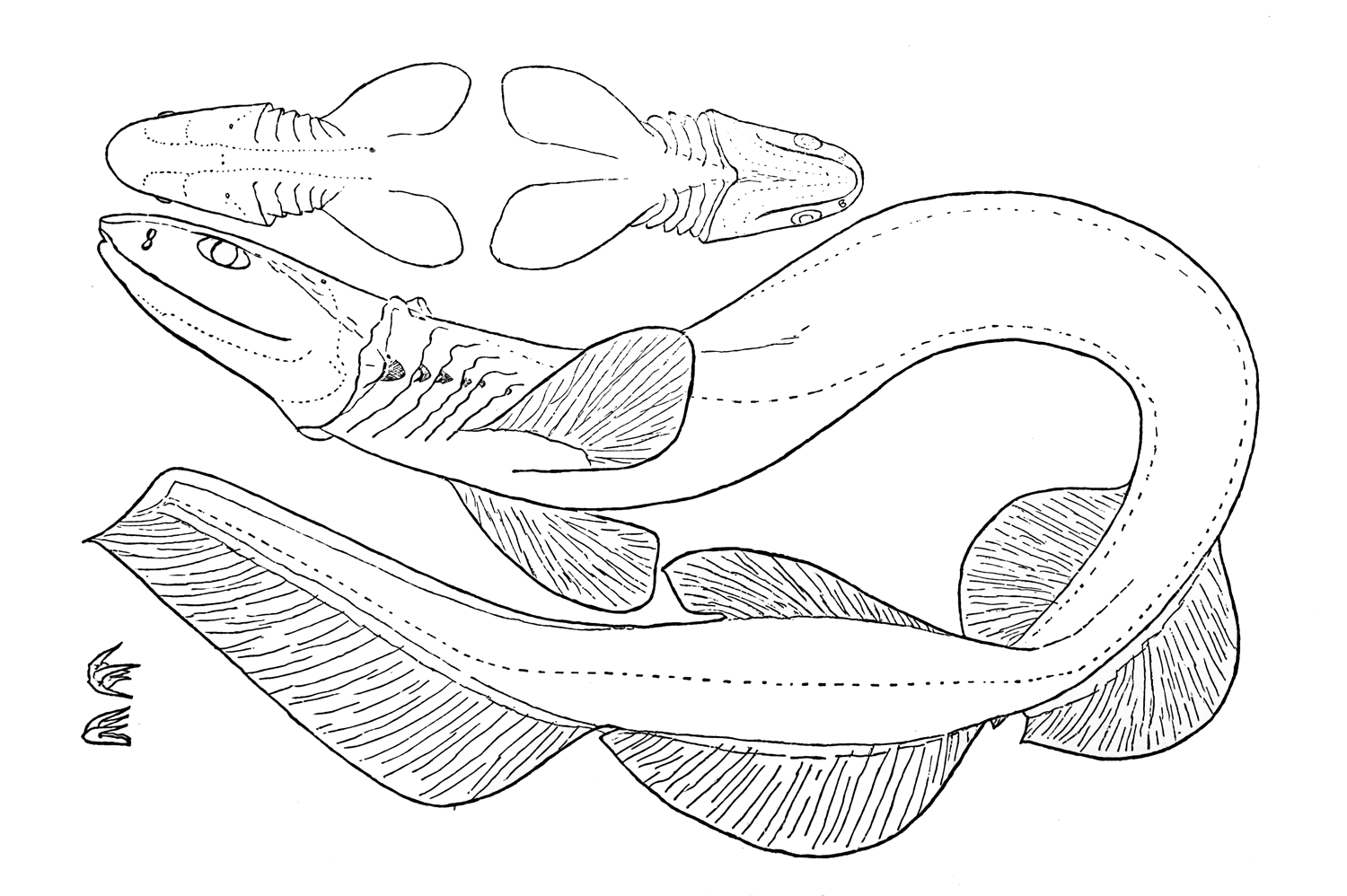
تصویری که گارمن از این کوسه ترسیم کرده است.
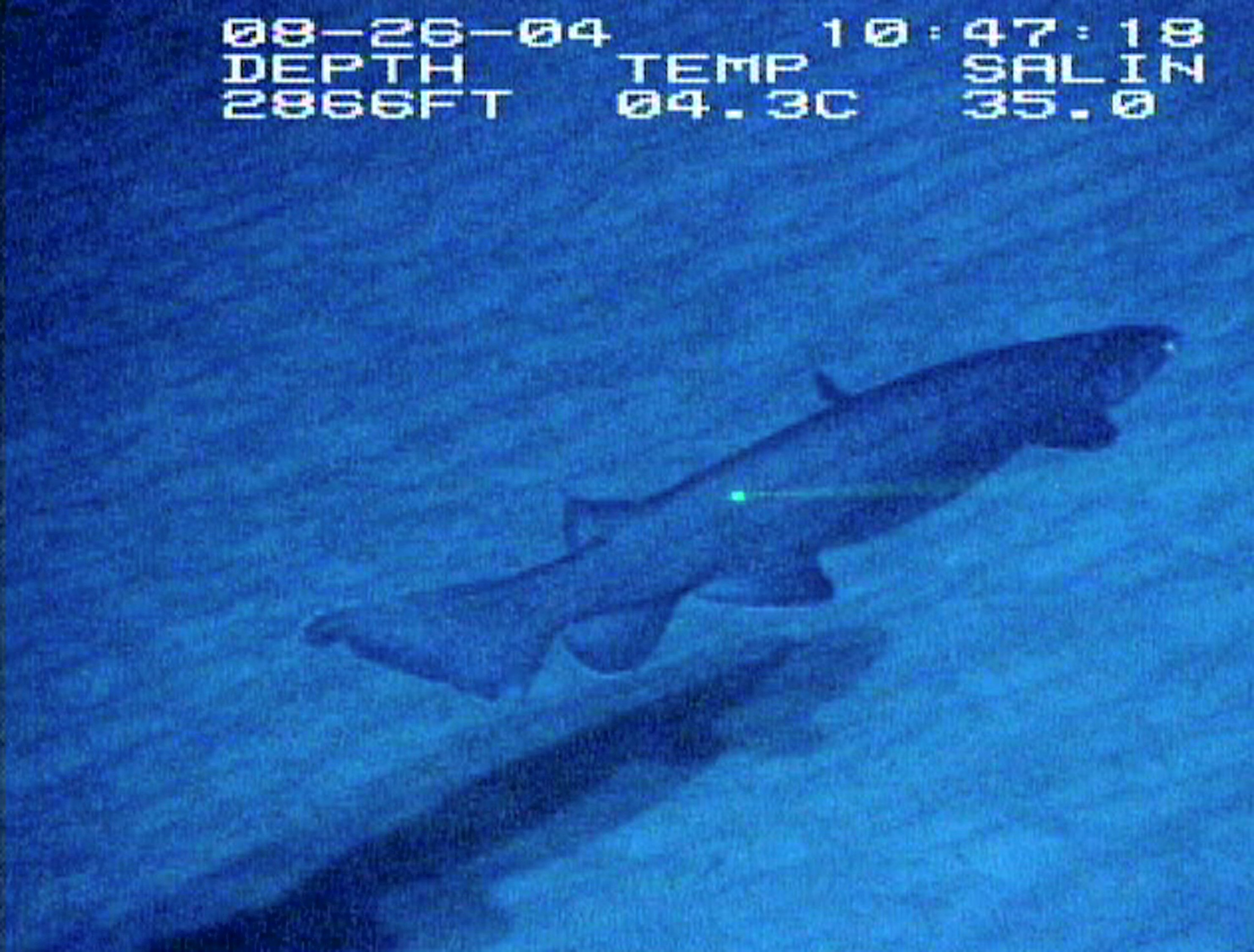
تصویری از فیلمی که اولین بار از این کوسه در شرق ایالت جورجیای آمریکا در فلات بلیک گرفته شده است.
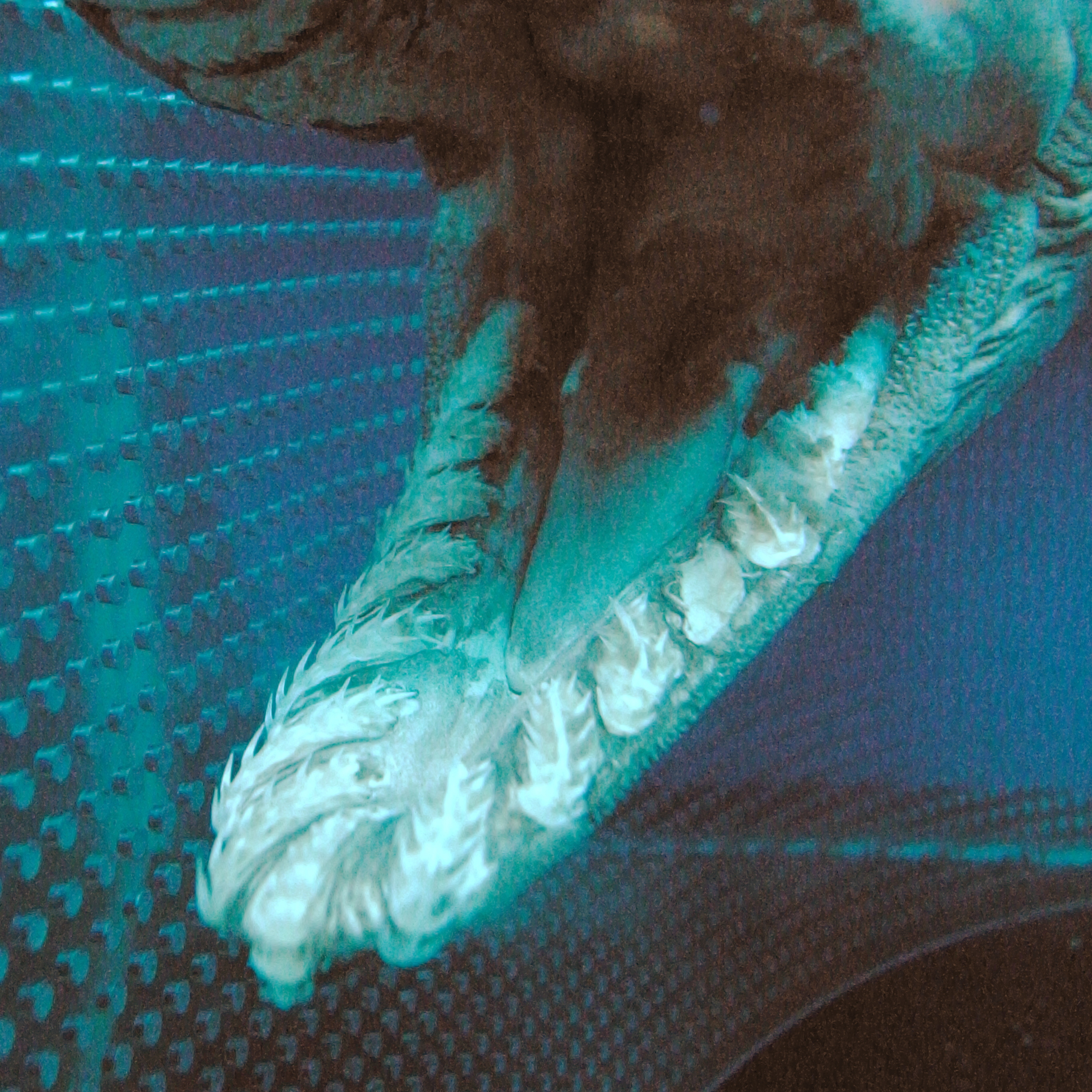
تعداد زیاد دندان‌های سوزنی مانند کوسه چین دار برای گیر انداختن ماهی‌های مرکب بسیار مناسب است.